# Davejean
Davejean  est une commune française située dans le Sud du département de l'Aude, en région Occitanie.
Sur le plan historique et culturel, la commune fait partie du massif des Corbières, un chaos calcaire formant la transition entre le Massif central et les Pyrénées. Exposée à un climat méditerranéen, elle est drainée par le Libre, le ruisseau de Davejean, le ruisseau de la Valette et par divers autres petits cours d'eau. La commune possède un patrimoine naturel remarquable : un site Natura 2000 (les « hautes Corbières ») et trois zones naturelles d'intérêt écologique, faunistique et floristique.
Davejean est une commune rurale qui compte 147 habitants en 2022, après avoir connu un pic de population de 351 habitants en 1856. Ses habitants sont appelés les Davejeannais ou  Davejeannaises.

## Géographie

### Localisation
Davejean est une commune des Corbières située au pied du mont Tauch sur le terroir Corbières (AOC). Par la route, les grandes villes les plus proches sont : Narbonne (47 km), Carcassonne (52 km), Limoux (49 km) et Perpignan (53 km).

### Communes limitrophes
Les communes limitrophes sont  Dernacueillette, Félines-Termenès, Laroque-de-Fa, Maisons et Palairac.
|               | Félines-Termenès |          |
| Laroque-de-Fa | Davejean         | Palairac |
|               | Dernacueillette  | Maisons  |

### Géologie et relief
Davejean se situe en zone de sismicité 2 (sismicité faible).
Mines
En 1991, un décret accorde la Compagnie générale des matières nucléaires un permis exclusif de recherches de mines d'or, argent, arsenic et antimoine, valable trois ans, couvrant un territoire de 11,6 km sur les communes de Davejean, Dernacueillette et Maisons.

### Hydrographie
La commune est dans la région hydrographique « Côtiers méditerranéens », au sein du bassin hydrographique Rhône-Méditerranée-Corse. Elle est drainée par le Libre, le ruisseau de Davejean, le ruisseau de la Valette, le ruisseau de la Marseille, le ruisseau de Saint-Martin, le ruisseau des Calicans, le ruisseau de Sirol et le ruisseau du Devès, qui constituent un réseau hydrographique de 18 km de longueur totale,.
Le Libre, d'une longueur totale de 14,8 km, prend sa source dans la commune de Palairac et s'écoule vers le nord. Il traverse la commune et se jette dans l'Orbieu à Saint-Martin-des-Puits, après avoir traversé 6 communes.

### Climat
Pour des articles plus généraux, voir Climat de l'Occitanie et Climat de l'Aude.
En 2010, le climat de la commune est de type climat du Bassin du Sud-Ouest, selon une étude s'appuyant sur une série de données couvrant la période 1971-2000. En 2020, Météo-France publie une typologie des climats de la France métropolitaine dans laquelle la commune est exposée à un climat méditerranéen et est dans la région climatique Provence, Languedoc-Roussillon, caractérisée par une pluviométrie faible en été, un très bon ensoleillement (2 600 h/an), un été chaud (21,5 °C), un air très sec en été, sec en toutes saisons, des vents forts (fréquence de 40 à 50 % de vents > 5 m/s) et peu de brouillards.
Pour la période 1971-2000, la température annuelle moyenne est de 13,3 °C, avec  une amplitude thermique annuelle de 15,2 °C. Le cumul annuel moyen de précipitations est de 829 mm, avec 8,5 jours de précipitations en janvier et 4 jours en juillet. Pour la période 1991-2020 la température moyenne annuelle observée sur la station météorologique la plus proche, située sur la commune de Mouthoumet à 6 km à vol d'oiseau, est de 12,5 °C et le cumul annuel moyen de précipitations est de 837,6 mm,. Pour l'avenir, les paramètres climatiques de la commune estimés pour 2050 selon différents scénarios d’émission de gaz à effet de serre sont consultables sur un site dédié publié par Météo-France en novembre 2022.

### Milieux naturels et biodiversité

#### Réseau Natura 2000

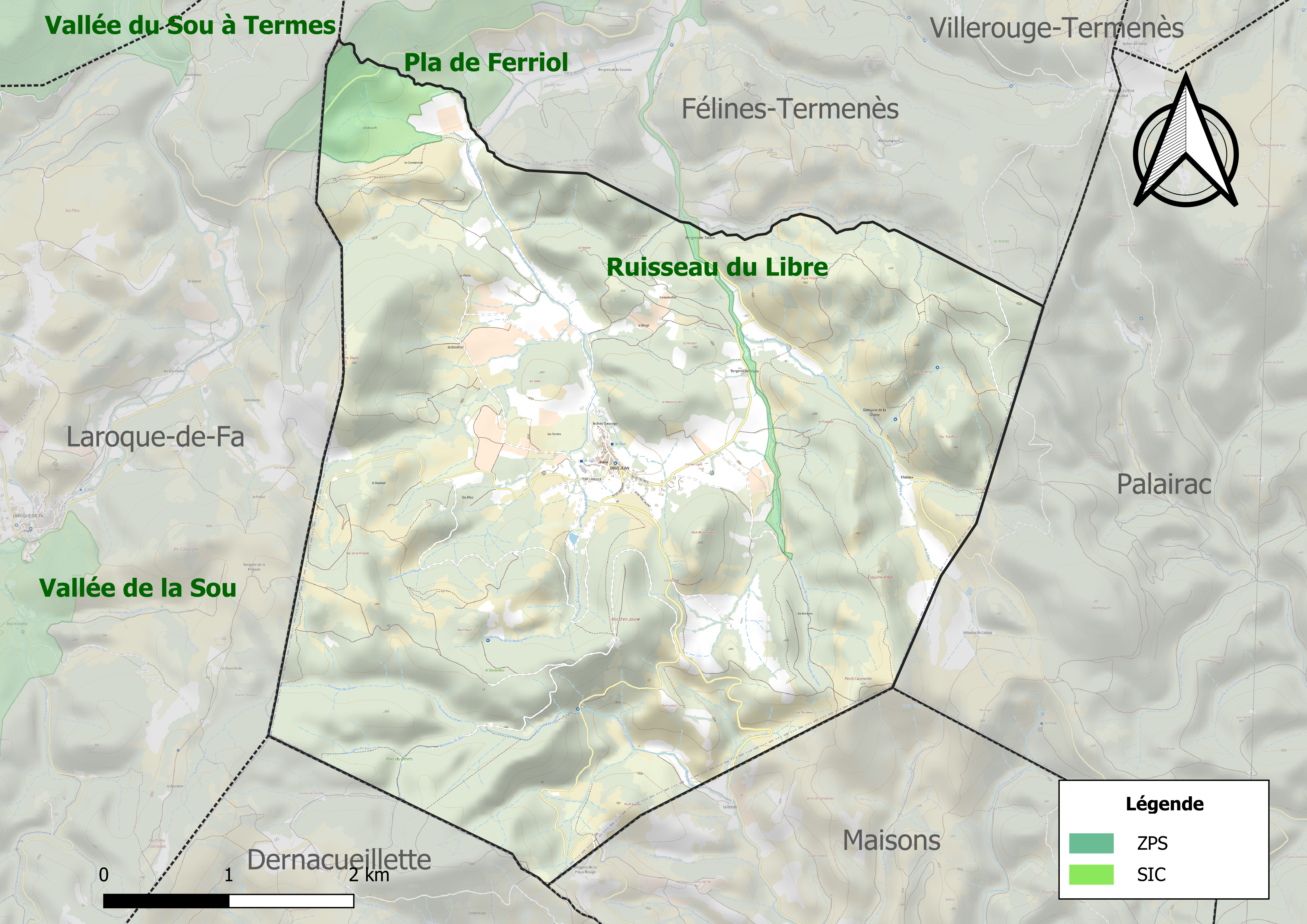
Sites Natura 2000 sur le territoire communal.

Le réseau Natura 2000 est un réseau écologique européen de sites naturels d'intérêt écologique élaboré à partir des directives habitats et oiseaux, constitué de zones spéciales de conservation (ZSC) et de zones de protection spéciale (ZPS). Un site Natura 2000 a été défini sur la commune au titre  de la directive oiseaux : les « hautes Corbières », d'une superficie de 28 398 ha, accueillant une avifaune riche et diversifiée : rapaces tels que les Busards, l'Aigle Royal, le Circaète Jean-le-Blanc, qui trouvent sur place des conditions favorables à la nidification et à leur alimentation du fait de l'importance des milieux ouverts.

#### Zones naturelles d'intérêt écologique, faunistique et floristique
L’inventaire des zones naturelles d'intérêt écologique, faunistique et floristique (ZNIEFF) a pour objectif de réaliser une couverture des zones les plus intéressantes sur le plan écologique, essentiellement dans la perspective d’améliorer la connaissance du patrimoine naturel national et de fournir aux différents décideurs un outil d’aide à la prise en compte de l’environnement dans l’aménagement du territoire. Deux ZNIEFF de type 1 sont recensées sur la commune : le « pla de Ferriol » (129 ha), couvrant 3 communes du département, et 
le « ruisseau du Libre » (27 ha), couvrant 3 communes du département et une ZNIEFF de type 2, : les « Corbières centrales » (68 810 ha), couvrant 56 communes dont 54 dans l'Aude et 2 dans les Pyrénées-Orientales.

Carte des ZNIEFF de type 1 et 2 à Davejean.
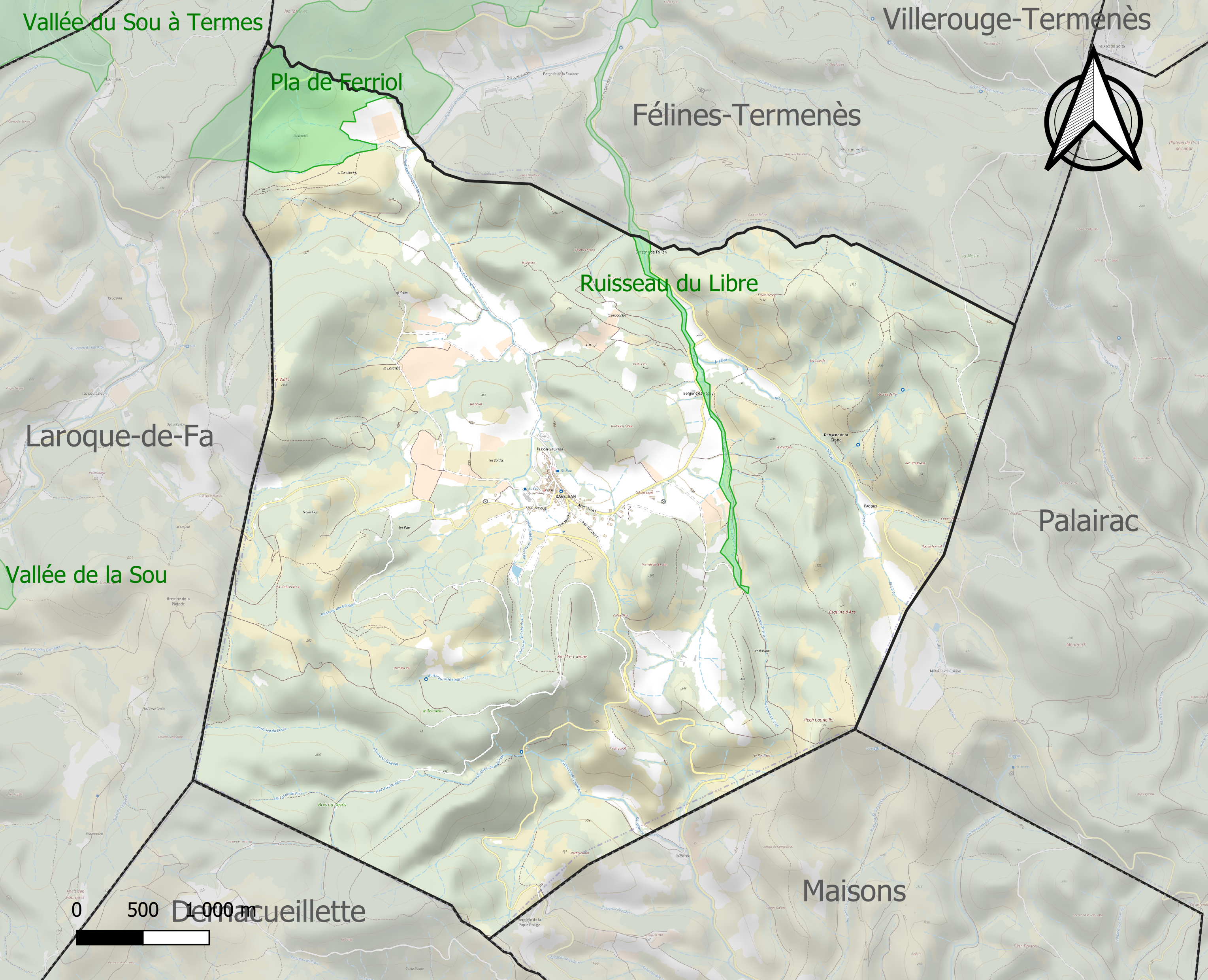
Carte des ZNIEFF de type 1 sur la commune.
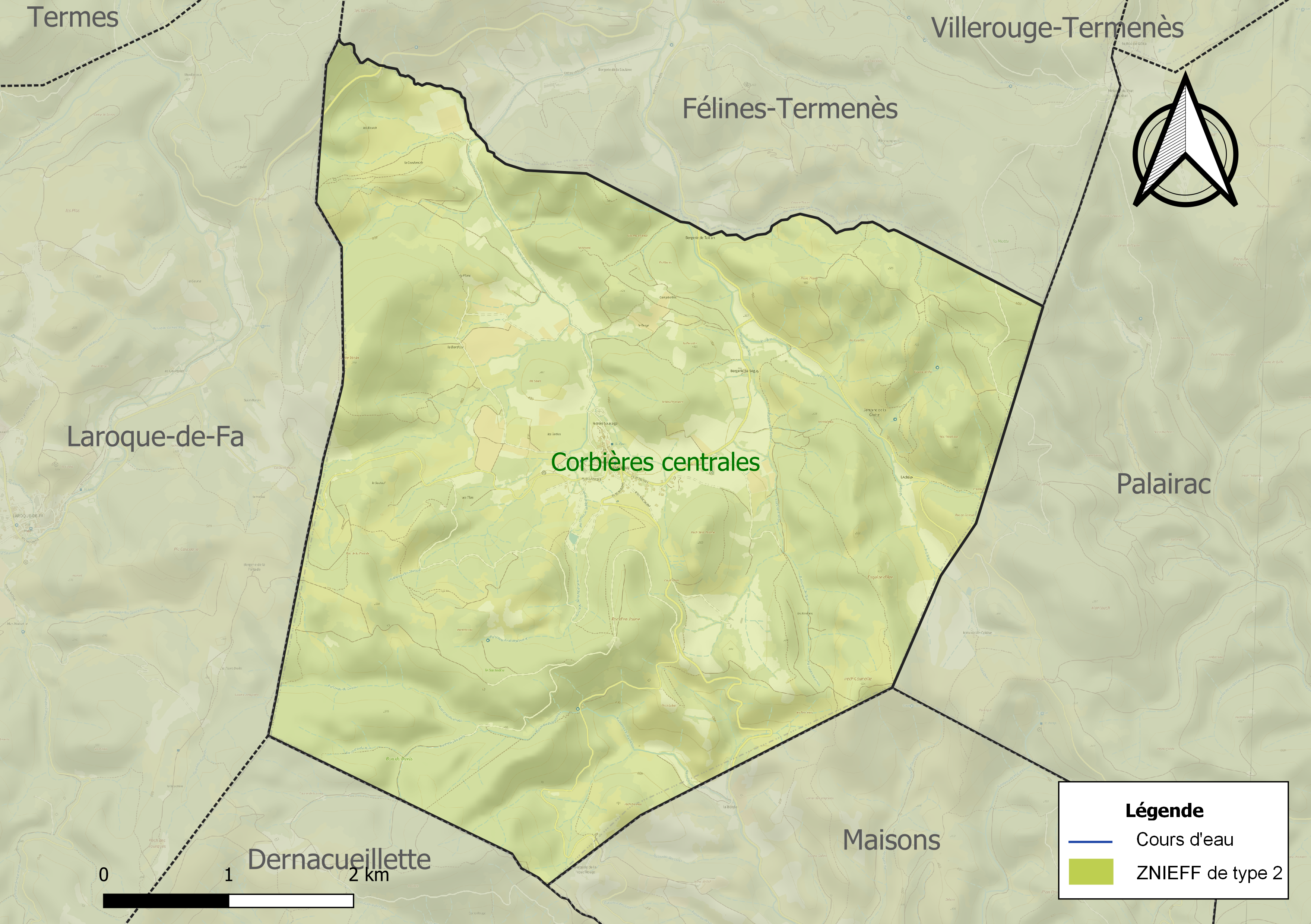
Carte de la ZNIEFF de type 2 sur la commune.

## Urbanisme

### Typologie
Au 1er janvier 2024, Davejean est catégorisée commune rurale à habitat dispersé, selon la nouvelle grille communale de densité à 7 niveaux définie par l'Insee en 2022.
Elle est située hors unité urbaine et hors attraction des villes,.

### Occupation des sols
L'occupation des sols de la commune, telle qu'elle ressort de la base de données européenne d’occupation biophysique des sols Corine Land Cover (CLC), est marquée par l'importance des forêts et milieux semi-naturels (79,8 % en 2018), en augmentation par rapport à 1990 (74 %). La répartition détaillée en 2018 est la suivante : 
forêts (47,8 %), milieux à végétation arbustive et/ou herbacée (32 %), cultures permanentes (12,3 %), zones agricoles hétérogènes (6,6 %), prairies (1,3 %). L'évolution de l’occupation des sols de la commune et de ses infrastructures peut être observée sur les différentes représentations cartographiques du territoire : la carte de Cassini (XVIIIe siècle), la carte d'état-major (1820-1866) et les cartes ou photos aériennes de l'IGN pour la période actuelle (1950 à aujourd'hui).

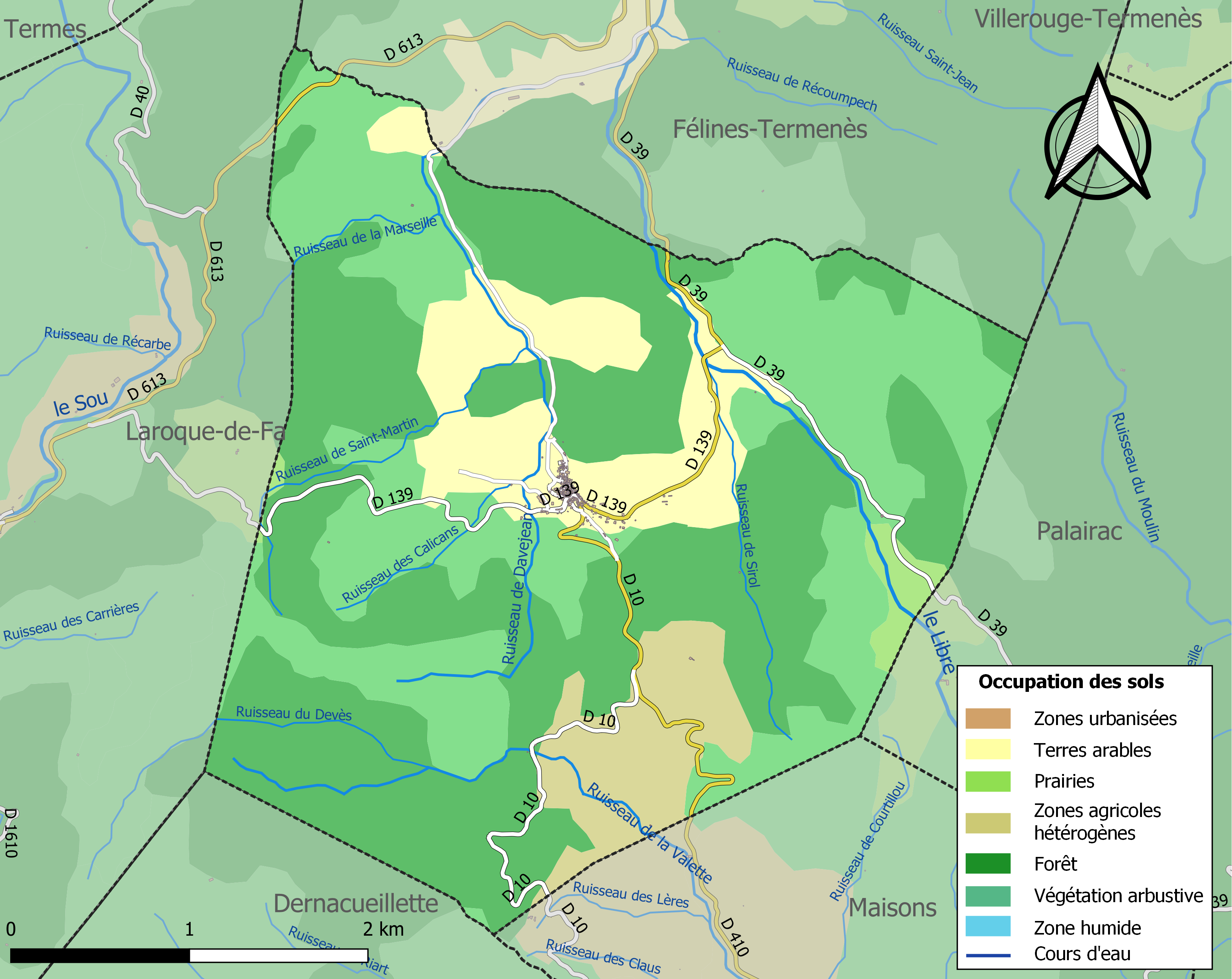
Carte des infrastructures et de l'occupation des sols de la commune en 2018 (CLC).

### Risques majeurs
Le territoire de la commune de Davejean est vulnérable à différents aléas naturels : météorologiques (tempête, orage, neige, grand froid, canicule ou sécheresse), inondations, feux de forêts et séisme (sismicité faible). Il est également exposé à un risque particulier : le risque de radon. Un site publié par le BRGM permet d'évaluer simplement et rapidement les risques d'un bien localisé soit par son adresse soit par le numéro de sa parcelle.

#### Risques naturels
Certaines parties du territoire communal sont susceptibles d’être affectées par le risque d’inondation par débordement de cours d'eau, notamment le Libre. La commune a été reconnue en état de catastrophe naturelle au titre des dommages causés par les inondations et coulées de boue survenues en 1982, 1987, 1992, 1995, 1996, 1999, 2000, 2005, 2009, 2014 et 2018,.

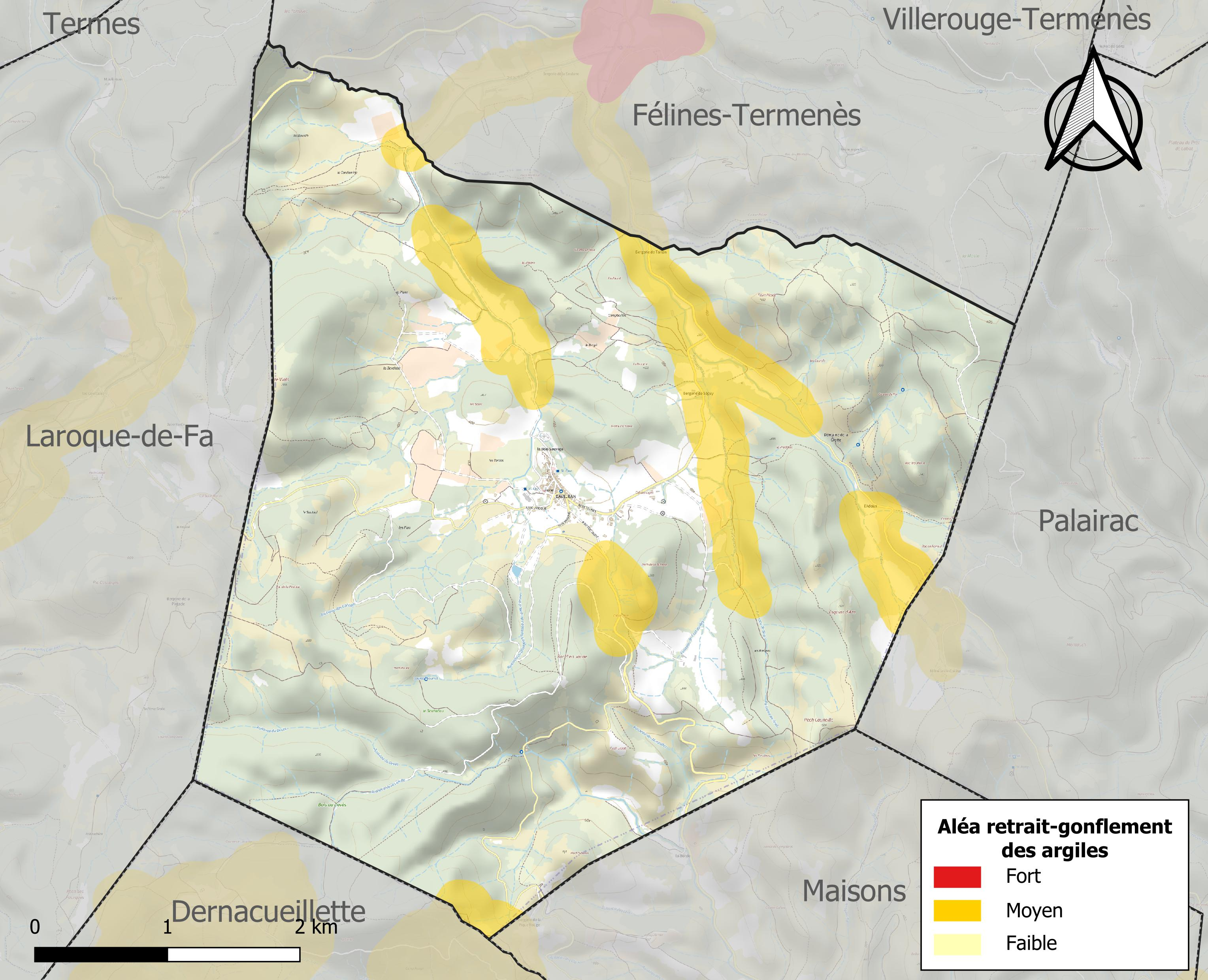
Carte des zones d'aléa retrait-gonflement des sols argileux de Davejean.

Le retrait-gonflement des sols argileux est susceptible d'engendrer des dommages importants aux bâtiments en cas d’alternance de périodes de sécheresse et de pluie. 12,5 % de la superficie communale est en aléa moyen ou fort (75,2 % au niveau départemental et 48,5 % au niveau national). Sur les 120 bâtiments dénombrés sur la commune en 2019, 4 sont en aléa moyen ou fort, soit 3 %, à comparer aux 94 % au niveau départemental et 54 % au niveau national. Une cartographie de l'exposition du territoire national au retrait gonflement des sols argileux est disponible sur le site du BRGM,.

#### Risque particulier
Dans plusieurs parties du territoire national, le radon, accumulé dans certains logements ou autres locaux, peut constituer une source significative d’exposition de la population aux rayonnements ionisants. Certaines communes du département sont concernées par le risque radon à un niveau plus ou moins élevé. Selon la classification de 2018, la commune de Davejean est classée en zone 3, à savoir zone à potentiel radon significatif.

## Histoire
Au Moyen Âge, la villa Davegano ou Davejean fait partie du Termenès, qui appartient au comté de Razès. L'église dédiée à saint Sernin est citée en 1024, son recteur était alors un certain Bernard. L'acte mentionne aussi la dame Claire, seigneuresse de Davejean.
Le 13 mars 1067, l'aristocratie des Corbières se réunit à Davejean : Rangarde de la Marche, comtesse de Carcassonne et le comte Guillaume-Raymond de Cerdagne y négocient le partage des droits sur le comté de Razès, en présence de Guifré de Cerdagne, archevêque de Narbonne, du vicomte de Fenouillet et du seigneur de Termes.

## Politique et administration

### Découpage territorial
La commune de Davejean est membre de la communauté de communes de la Région Lézignanaise, Corbières et Minervois, un établissement public de coopération intercommunale (EPCI) à fiscalité propre créé le 20 décembre 2012 dont le siège est à Lézignan-Corbières. Ce dernier est par ailleurs membre d'autres groupements intercommunaux.
Sur le plan administratif, elle est rattachée à l'arrondissement de Narbonne, au département de l'Aude, en tant que circonscription administrative de l'État, et à la région Occitanie.
Sur le plan électoral, elle dépend du canton des Corbières pour l'élection des conseillers départementaux, depuis le redécoupage cantonal de 2014 entré en vigueur en 2015, et de la troisième circonscription de l'Aude  pour les élections législatives, depuis le redécoupage électoral de 2010.

### Liste des maires
| Période                                  | Période   | Identité       | Étiquette | Qualité |
| ---------------------------------------- | --------- | -------------- | --------- | ------- |
| mars 2001                                | mars 2014 | Henri Font     |           |         |
| mars 2014                                | mai 2020  | Guy Jouin      |           |         |
| mai 2020                                 | En cours  | Melinda Bornia |           |         |
| Les données manquantes sont à compléter. |           |                |           |         |

## Démographie
L'évolution du nombre d'habitants est connue à travers les recensements de la population effectués dans la commune depuis 1793. Pour les communes de moins de 10 000 habitants, une enquête de recensement portant sur toute la population est réalisée tous les cinq ans, les populations de référence des années intermédiaires étant quant à elles estimées par interpolation ou extrapolation. Pour la commune, le premier recensement exhaustif entrant dans le cadre du nouveau dispositif a été réalisé en 2007.

En 2022, la commune comptait 147 habitants, en évolution de +25,64 % par rapport à 2016 (Aude : +2,65 %, France hors Mayotte : +2,11 %).
| 1793 | 1800 | 1806 | 1821 | 1831 | 1836 | 1841 | 1846 | 1851 |
| ---- | ---- | ---- | ---- | ---- | ---- | ---- | ---- | ---- |
| 209  | 211  | 232  | 270  | 273  | 348  | 335  | 300  | 311  |

| 1856 | 1861 | 1866 | 1872 | 1876 | 1881 | 1886 | 1891 | 1896 |
| ---- | ---- | ---- | ---- | ---- | ---- | ---- | ---- | ---- |
| 351  | 327  | 322  | 320  | 300  | 316  | 346  | 317  | 300  |

| 1901 | 1906 | 1911 | 1921 | 1926 | 1931 | 1936 | 1946 | 1954 |
| ---- | ---- | ---- | ---- | ---- | ---- | ---- | ---- | ---- |
| 299  | 287  | 267  | 266  | 235  | 267  | 247  | 242  | 196  |

| 1962 | 1968 | 1975 | 1982 | 1990 | 1999 | 2006 | 2007 | 2012 |
| ---- | ---- | ---- | ---- | ---- | ---- | ---- | ---- | ---- |
| 196  | 144  | 131  | 112  | 130  | 116  | 107  | 106  | 115  |

| 2017 | 2022 | - | - | - | - | - | - | - |
| ---- | ---- | - | - | - | - | - | - | - |
| 117  | 147  | - | - | - | - | - | - | - |

## Économie

### Emploi
| Division       | 2008   | 2013   | 2018   |
| -------------- | ------ | ------ | ------ |
| Commune        | 19,3 % | 15,2 % | 21,9 % |
| Département    | 10,2 % | 12,8 % | 12,6 % |
| France entière | 8,3 %  | 10 %   | 10 %   |

En 2018, la population âgée de 15 à 64 ans s'élève à 65 personnes, parmi lesquelles on compte 71,9 % d'actifs (50 % ayant un emploi et 21,9 % de chômeurs) et 28,1 % d'inactifs,. Depuis 2008, le taux de chômage communal (au sens du recensement) des 15-64 ans est supérieur à celui de la France et du département.
La commune est hors attraction des villes,. Elle compte 13 emplois en 2018, contre 7 en 2013 et 13 en 2008. Le nombre d'actifs ayant un emploi résidant dans la commune est de 32, soit un indicateur de concentration d'emploi de 40,6 % et un taux d'activité parmi les 15 ans ou plus de 46,9 %.
Sur ces 32 actifs de 15 ans ou plus ayant un emploi, 11 travaillent dans la commune, soit 34 % des habitants. Pour se rendre au travail, 81,2 % des habitants utilisent un véhicule personnel ou de fonction à quatre roues, 3,1 % les transports en commun, 15,7 % s'y rendent en deux-roues, à vélo ou à pied et.

### Activités hors agriculture
Sept établissements sont implantés  à Davejean au 31 décembre 2019. Le secteur de la construction est prépondérant sur la commune puisqu'il représente 71,4 % du nombre total d'établissements de la commune (5 sur les 7 entreprises implantées  à Davejean), contre 14 % au niveau départemental.

### Agriculture
|                                   | 1988 | 2000 | 2010 |
| --------------------------------- | ---- | ---- | ---- |
| Exploitations                     | 22   | 5    | 6    |
| Superficie agricole utilisée (ha) | 118  | 256  | 101  |

La commune fait partie de la petite région agricole dénommée « Région viticole ». En 2010, l'orientation technico-économique de l'agriculture  sur la commune est la polyculture et le polyélevage. Six exploitations agricoles ayant leur siège dans la commune sont dénombrées lors du recensement agricole de 2010 (douze en 1988). La superficie agricole utilisée est de 101 ha.

## Culture locale et patrimoine

### Lieux et monuments
- Église Saint-Saturnin de Davejean.

### Personnalités liées à la commune
- Jean-Paul Dupré, député de l'Aude.
- Olivier de Termes (1200-1274), seigneur de Termes et de Davejean.

### Héraldique
| Davejean | Son blasonnement est : de gueules au pal fuselé d'or et de sable. |